# Liste von Namensreaktionen/U
| Entdecker                                                       | Jahr                    | Reagenzien                                                                                           | Kurzbeschreibung               | Zielmolekül(e)                           | Quelle                  |
| Ueno-Stork-Cyclisierung                                         | Ueno-Stork-Cyclisierung | Ueno-Stork-Cyclisierung                                                                              | Ueno-Stork-Cyclisierung        | Ueno-Stork-Cyclisierung                  | Ueno-Stork-Cyclisierung |
| --------------------------------------------------------------- | ----------------------- | --- | ------------------------------ | ---------------------------------------- | ----------------------- |
| Yoshio Ueno, Gilbert Stork                                      | 1982/83                 | α-Halogenacetale, Tributylzinnhydrid, Azobis(isobutyronitril)                                        | radikalische Cyclisierung      | substituierte Tetrahydrofurane/γ-Lactone | [ 1 ] [ 2 ]             |
| Reaktionsschema Ueno-Stork-Cyclisierung                         |                         | |                                |                                          |                         |
| Uemura-Hidai-Reaktion                                           |                         | |                                |                                          |                         |
| Masanobu Hidai, Sakae Uemura                                    | 2003                    | Propargylalkohole, Ketone; Thiolatverbrückter Dirutheniumkomplex, Platin(II)-chlorid (Katalysatoren) | Cyclisierung                   | Furane/Pyrrole                           | [ 3 ]                   |
| Reaktionsschema Uemura-Hidai-Reaktion                           |                         | |                                |                                          |                         |
| Uemura-Doyle-Oxidation                                          |                         | |                                |                                          |                         |
| Sakae Uemura, Michael P. Doyle                                  | 1982/2004               | Alkene, tert-Butylhydroperoxid, Dirhodium(II)-caprolactamat                                          | Oxidation in Allylposition     | α,β-ungesättigte Ketone                  | [ 4 ] [ 5 ]             |
| Reaktionsschema Uemura-Doyle-Oxidation                          |                         | |                                |                                          |                         |
| Ugi-Reaktion                                                    |                         | |                                |                                          |                         |
| Ivar Ugi                                                        | 1959                    | Carbonsäuren, Amine, Carbonylverbindungen, Isonitrile                                                | Mehrkomponentenreaktion        | Diamide                                  | [ 6 ]                   |
| Reaktionsschema Ugi-Reaktion                                    |                         | |                                |                                          |                         |
| Ullmann-Biarylether-Synthese                                    |                         | |                                |                                          |                         |
| Fritz Ullmann                                                   | 1905                    | Phenole, Halogenaromaten, Kupfer, Kaliumhydroxid                                                     | Kondensation                   | Biarylether                              | [ 7 ]                   |
| Reaktionsschema Ullmann-Biarylether-Synthese                    |                         | |                                |                                          |                         |
| Ullmann-la-Torre-Acridinsynthese                                |                         | |                                |                                          |                         |
| Fritz Ullmann, Antonio La Torre                                 | 1904                    | o-Methyldiarylamine, Blei(II)-oxid                                                                   | Cyclisierung, Reduktion        | Acridine                                 | [ 8 ]                   |
| Reaktionsschema Ullmann-la-Torre-Acridinsynthese                |                         | |                                |                                          |                         |
| Ullmann-Fedvadjian-Acridinsynthese                              |                         | |                                |                                          |                         |
| Fritz Ullmann, A. Fetvadjian                                    | 1903                    | Aniline, Phenole, Formaldehyd                                                                        | Kondensation, Cyclisierung     | Acridine                                 | [ 9 ]                   |
| Reaktionsschema Ullmann-Fedvadjian-Acridinsynthese              |                         | |                                |                                          |                         |
| Ullmann-Reaktion                                                |                         | |                                |                                          |                         |
| Fritz Ullmann                                                   | 1901                    | Arylhalogenide, Kupfer                                                                               | Kupplung                       | Biphenyle                                | [ 10 ]                  |
| Reaktionsschema Ullmann-Reaktion                                |                         | |                                |                                          |                         |
| Ullmann-Horner-Phenazinsynthese                                 |                         | |                                |                                          |                         |
| Fritz Ullmann, Leopold Horner                                   | 1905/63                 | 2-Naphthole, 1-Phenylazo-2-napthylamine bzw. 1-Aminonapthaline, Kaliumbutanolat, Sauerstoff          | Ringschluss bzw. Autooxidation | Dibenzo[a,h]phenazine                    | [ 11 ] [ 12 ]           |
| Reaktionsschema Ullmann-Horner-Phenazinsynthese                 |                         | |                                |                                          |                         |
| Upjohn-Dihydroxylierung                                         |                         | |                                |                                          |                         |
| V. VanRheenen, Robert C. Kelly, Dokun Cha (benannt nach Upjohn) | 1976                    | Alkene, Osmiumtetroxid, N-Methylmorpholin-N-oxid                                                     | Oxidation                      | cis-Dihydroxide                          | [ 13 ]                  |
| Reaktionsschema Upjohn-Dihydroxylierung                         |                         | |                                |                                          |                         |
| Urech-Cyanhydrinmethode                                         |                         | |                                |                                          |                         |
| Friedrich Urech                                                 | 1872                    | Carbonylverbindungen, Alkalicyanide, Säure                                                           | nukleophile Addition           | Cyanhydrine                              | [ 14 ]                  |
| Reaktionsschema Urech-Cyanhydrinmethode                         |                         | |                                |                                          |                         |
| Urech-Hydantoinsynthese                                         |                         | |                                |                                          |                         |
| Friedrich Urech                                                 | 1873                    | Aminosäuren, Kaliumcyanat, Salzsäure                                                                 | Cyclisierung                   | Hydantoine                               | [ 15 ]                  |
| Reaktionsschema Urech-Hydantoinsynthese                         |                         | |                                |                                          |                         |